# Italopodisma lucianae
Italopodisma lucianae är en insektsart som först beskrevs av Baccetti 1959.  Italopodisma lucianae ingår i släktet Italopodisma och familjen gräshoppor. Inga underarter finns listade i Catalogue of Life.